# Bomaanslag in Bagdad op 24 juni 2009
Op woensdag 24 juni 2009 ontplofte op een drukke markt in de sjiitische wijk Sadr City (gelegen in Bagdad) een bom. Er werd melding gemaakt van 72 doden en meer dan 130 gewonden (sommige bronnen hebben het over 150).
Een officier verklaarde dat de explosie werd veroorzaakt door een bom die onder een gemotoriseerde groentekar was geplaatst. Door The New York Times werd gemeld dat de Iraakse Minister van Binnenlandse Zaken had verklaard dat de bom was verstopt in een motorfiets. Scherven van de bom verwondden vele mensen die verder weg stonden van het incident.
Het leger van Irak, de Iraakse regering, de Amerikaanse militairen en de Iraakse politieke partijen worden verantwoordelijk gehouden voor de aanslag. Iraakse politici, die aangesloten zijn bij Muqtada al-Sadr, beschuldigden de 11de brigade van het Iraakse leger de aanslag te hebben gepleegd, omdat zij verantwoordelijk zijn voor de wijk Sadr City. Ze zeiden ook dat de Amerikaanse militairen voor een deel ook verantwoordelijk waren, omdat zij de 11de brigade naar de wijk hebben gestuurd.

## Politieke reacties
- Ahmed al-Masoudi, een lid van het Iraakse Parlement, vroeg zich af "hoe het komt dat een gemotoriseerd voertuig kan binnendringen op de markt, terwijl deze absoluut niet toegelaten zijn en zelfs niet kunnen doordringen tot de marktplaats." Hij voegde eraan toe dat "de 11de brigade direct verantwoordelijk is voor deze misdaad, deze moorden."[4]